# Nokia 2760
Il Nokia 2760 è un telefono cellulare in stile flip prodotto dalla Nokia.

## Caratteristiche
- Anno di lancio: 2007
- Massa: 81g
- Dimensioni: 87 x 45 x 21mm (a telefono chiuso)
- Durata batteria in chiamata: Più di 7 ore
- Durata batteria in standby: Più di 14 giorni
- Display interno: 128 x 160 pixel a 65.000 colori
- Display esterno: 96 x 68 pixel in bianco e nero
- Fotocamera: VGA (640x480) stills, 128x96 8fps video
- Memoria: 11MB incorporati
- Connettività: Bluetooth
- Compatibilità Software: Java ME
- Altre caratteristiche: Informazioni utili nel display esterno